# Provincia di Foggia
La provincia di Foggia è una provincia italiana della Puglia di 590 485 abitanti. È la terza provincia più vasta d'Italia, prima tra quelle delle regioni a statuto ordinario; si estende su una superficie di 7007,54 km² e comprende 61 comuni. Ha come capoluogo Foggia e trae le proprie origini dalla più antica provincia di Capitanata.
Affacciata a nord e a est sul mar Adriatico, confina a nord-ovest col Molise (provincia di Campobasso), a sud-ovest con la Campania (province di Benevento e di Avellino), a sud con la Basilicata (provincia di Potenza), a sud-est con la provincia di Barletta-Andria-Trani. Fa parte del territorio provinciale anche l'arcipelago delle Isole Tremiti.
Quanto alla sua denominazione, l'attuale statuto dell'ente, all'articolo 2, comma 2, recita: «Negli atti ufficiosi, anche a rilevanza pubblica ed esterna [essa] può assumere la denominazione di "Provincia di Capitanata" nel rispetto della propria identità storica territoriale».

## Geografia fisica

### Territorio
Con una superficie di 7007,64 km² è, per estensione, la terza provincia d'Italia malgrado il distacco dei comuni di Margherita di Savoia, San Ferdinando di Puglia e Trinitapoli (con poco più di 40 000 abitanti) passati a formare, insieme con altri sette comuni dell'ex provincia di Bari, la nuova provincia di Barletta-Andria-Trani. È inoltre l'unica provincia pugliese confinante con più regioni.
Il suo territorio si compone di tre distretti naturali ben distinti:
- Promontorio del Gargano, che estendendosi da ovest a est per 65 km e da nord a sud per 40 km occupa circa un quarto della superficie della provincia; si erge sul mar Adriatico col profilo del suo imponente dorso montuoso;
- Tavoliere delle Puglie, esteso dalla bassa valle del Fortore (a nord) fino alla bassa valle dell'Ofanto (a sud) e caratterizzato da una morfologia prevalentemente piatta e di larga uniformità, ma con presenza di vaste ondulazioni nelle aree più interne;
- Monti della Daunia, caratterizzati da paesaggi alto-collinari e montani, con rilievi rotondeggianti, boschi e valli incassate; vi si raggiungono le maggiori altitudini della Puglia (monte Cornacchia, 1151 m s.l.m.).

Del territorio provinciale fa parte, inoltre, il piccolo arcipelago delle isole Tremiti.

### Clima
In gran parte della provincia il clima è mediterraneo: le zone costiere e pianeggianti hanno estati calde, ventilate e secche e inverni miti e umidi. Le precipitazioni, concentrate durante l'autunno inoltrato e l'inverno, sono scarse e per lo più di carattere piovoso. Tuttavia sull'Appennino Dauno e sul Gargano le estati sono relativamente fresche e durante l'inverno non sono rare le precipitazioni nevose. I valori medi di piovosità sono compresi tra i 450 e i 650 mm annui, ma sul Gargano e sui Monti Dauni localmente cadono fino a 1000 mm annui.

### Fiumi e laghi
I corsi d'acqua principali che interessano il territorio provinciale sono il Fortore e l'Ofanto; quest'ultimo segna il confine naturale meridionale con la Basilicata e, in passato (fino alla nascita della provincia di Barletta-Andria-Trani) anche con la provincia di Bari, mentre a nord-ovest il medio corso del Fortore e il torrente Saccione segnano il confine con il Molise. Oltre ad essi, numerosi altri corsi d'acqua (tutti a carattere torrentizio) attraversano il Tavoliere, scaturendo dai rilievi dauni per puntare in direzione nord-est.
Tra questi il Triolo, il Salsola e il Celone confluiscono ai piedi del Gargano nel Candelaro, dando vita al bacino idrografico più ampio della Puglia (circa 2000 km²) che sfocia nel golfo di Manfredonia.
Degni di nota sono anche il Carapelle e il Cervaro; quest'ultimo alimenta il lago Salso.
Del territorio provinciale, inoltre, fanno integralmente parte i laghi salati di Varano e Lesina, tra i più estesi in Italia, oltre al versante orientale del lago artificiale di Occhito.
In passato, prima delle trasformazioni apportate dall'intervento umano, sulla costa orientale del Tavoliere erano presenti due malsane paludi.

### Rilievi

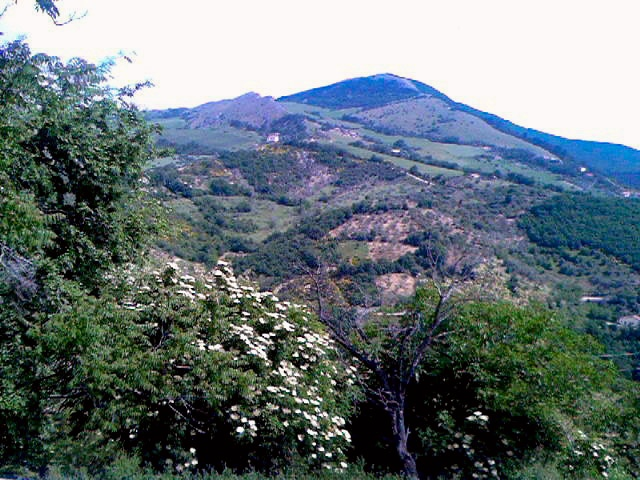
Vista dei monti Dauni da Accadia

Nella provincia di Foggia si ergono i principali rilievi pugliesi, tutti ubicati ai margini della Capitanata; tra essi spiccano il Monte Cornacchia (1151 m), il Monte Saraceno (1145 m) e il Monte Crispignano (1105 m), situati lungo la dorsale dei monti della Daunia. La massima vetta del Gargano, invece, è il Monte Calvo (1056 m).
| Denominazione     | Altitudine |
| ----------------- | ---------- |
| Monte Cornacchia  | 1151 m     |
| Monte Saraceno    | 1145 m     |
| Monte Crispignano | 1105 m     |
| Monte Calvo       | 1056 m     |
| Monte Vento       | 1056 m     |
| Monte Pagliarone  | 1030 m     |
| Monte Tre Titoli  | 1030 m     |
| Monte San Vito    | 1015 m     |
| Montenero         | 1014 m     |
| Monte Stillo      | 1010 m     |
| Monte Spigno      | 1008 m     |

## Storia

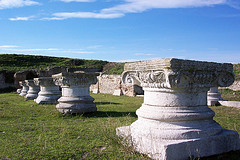
Dettaglio della basilica romana di Herdonia.

Tra la prima e la seconda guerra mondiale cinque comuni della provincia di Avellino furono annessi a quella di Foggia; nel 1927 Accadia e Orsara Dauno-Irpina (poi ridenominata Orsara di Puglia), nel 1929 Anzano degli Irpini (successivamente divenuto Anzano di Puglia) e Monteleone di Puglia, nel 1940 Rocchetta Sant'Antonio.
Nel 2004, fu istituita la provincia di Barletta-Andria-Trani, alla quale hanno aderito tre comuni precedentemente inclusi nella provincia di Foggia: Margherita di Savoia, San Ferdinando di Puglia e Trinitapoli.

### Simboli
Stemma

Lo stemma è stato riconosciuto con decreto del capo del governo del 1º aprile 1938.
È uno scudo sannitico sovrastato da una cerchio d'oro gemmato da cui si dipartono due rami, rispettivamente di alloro e di quercia, simbolo del rango di Provincia. Lo stemma rappresenta, in campo di cielo, l'arcangelo Michele, al naturale, sostenente con la mano destra sollevata una spada d'argento e con la sinistra uno scudo d'argento caricato della croce d'oro, posto innanzi a una catena di monti al naturale, in piedi sopra campagna erbosa di verde, mentre schiaccia il demonio nelle sembianze di un serpente, pure al naturale.
Si tratta di una rielaborazione dello stemma dell'antica provincia della Capitanata. L'arcangelo Michele è il patrono della provincia di Foggia e a Monte Sant'Angelo sorge uno dei più importanti santuari dedicali a san Michele. Dal 1933 al 1943 era presente il capo del Littorio.
Gonfalone
Il gonfalone è un drappo d'azzurro caricato dello stemma provinciale e con l'iscrizione centrata, ovvero curvata verso l'alto, in oro: "Provincia di Foggia".
Bandiera
Drappo di azzurro con lo stemma della provincia rappresentato in forma di scudo sagomato con bordo d'oro, sormontato da una corona inusuale, d'oro intrecciata di verde con mazzetti di foglie  di alloro alternati a mazzetti di foglie di quercia, al posto dei consueti fioroni.

## Società

### Qualità della vita
Secondo le rilevazioni sulla qualità della vita nelle province italiane effettuate dal quotidiano Il Sole 24 Ore la provincia di Foggia si colloca nel 2023 all'ultimo posto della classifica nazionale, ovvero 107ª provincia italiana, perdendo tre posizioni rispetto alle rilevazioni dell'anno precedente. Nel 2019 era la 105ª su un totale di 107; nel 2009 si trovava invece al 99º posto.
| 2023 | 2022 | 2021 | 2020 |
| ---- | ---- | ---- | ---- |
| 107° | 104° | 106° | 100° |

## Economia
Secondo i dati Unioncamere il PIL di capitanata con 15.999 euro pro capite si posiziona al 99º posto su 107, al di sotto della media del sud Italia..
Tuttavia, se al posto del PIL (prodotto interno lordo), si considera il BIL (indice di benessere, calcolato su vari fattori, quali criminalità, tasso di istruzione e altro ancora) la Capitanata guadagna nove posizioni, piazzandosi 90ª su 103..

### Agricoltura
Quella di Foggia è una grande provincia agricola, per secoli centro della maggiore concentrazione di ovini d'Italia, attraverso la Regia dogana delle Pecore, che imponeva una tassa al passaggio delle mandrie. Diradatisi gli ovini, il Tavoliere è assurto a prima area nazionale di produzione del grano duro e del grano Saraceno, al quale si affianca un'ampia serie di ortaggi, coltivati in pieno campo e su scala industriale, primo tra tutti il pomodoro, quindi carciofi, spinaci, indivie.
Aree specifiche ospitano una pregevole arboricoltura, con kiwi, drupacee e uve da vino da cui si ricavano vini di qualità di crescente prestigio..

### Produzione di energia
In alcune aree si possono trovare pale eoliche e pannelli solari. La provincia di Foggia è prima in italia per produzione di energia eolica, con una produzione di 3.722,4 GWh nel 2018, pari al 202,2% del consumo elettrico provinciale.

### Turismo
Dal punto di vista economico i flussi turistici, trainati soprattutto dalle località del Gargano sia di carattere religioso (San Giovanni Rotondo e Monte Sant'Angelo) sia balneare (Vieste e Peschici), premiano la Capitanata con un primo posto a livello regionale con 964.578 arrivi e 4.477.548 presenze di turisti nonostante nell'anno 2009 si sia registrata una flessione del 4,9%.

## Cultura

### Turismo

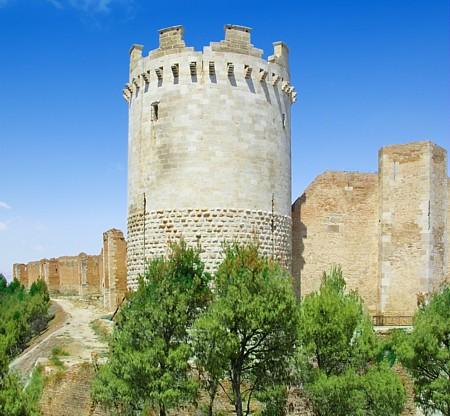
Torre della Leonessa della fortezza Svevo-Angioina di Lucera.

Per quanto riguarda il turismo balneare, questo interessa l'intera costa provinciale, dalla zona dei laghi costieri di Lesina e Varano alle numerose località garganiche comprese tra Rodi Garganico e Manfredonia. Ci sono varie tipologie di spiaggia: oltre alla classica variazione di gradazione di giallo sabbia e ai vari tipi di ciottoli, è possibile rinvenire anche la sabbia nera nella zona di Margherita dietro le saline e altre zone ricche di scogli.
Notevole anche il turismo naturalistico montano con la grande foresta Umbra nel parco nazionale del Gargano cui si aggiungono, nei monti della Daunia, la storica selva Mala presso Monteleone, il bosco Vetruscelli a monte di Roseto e il fitto bosco di Faeto nell'alta Val Maggiore, questi due ultimi facenti parte del sito di importanza comunitaria "Monte Cornacchia - Bosco Faeto". La stessa Val Maggiore si caratterizza inoltre per la presenza dell'unica minoranza francoprovenzale in Puglia la quale, oltre che per i tratti linguistici, si contraddistingue per la produzione del tipico prosciutto di Faeto, fregiantesi del marchio PAT.

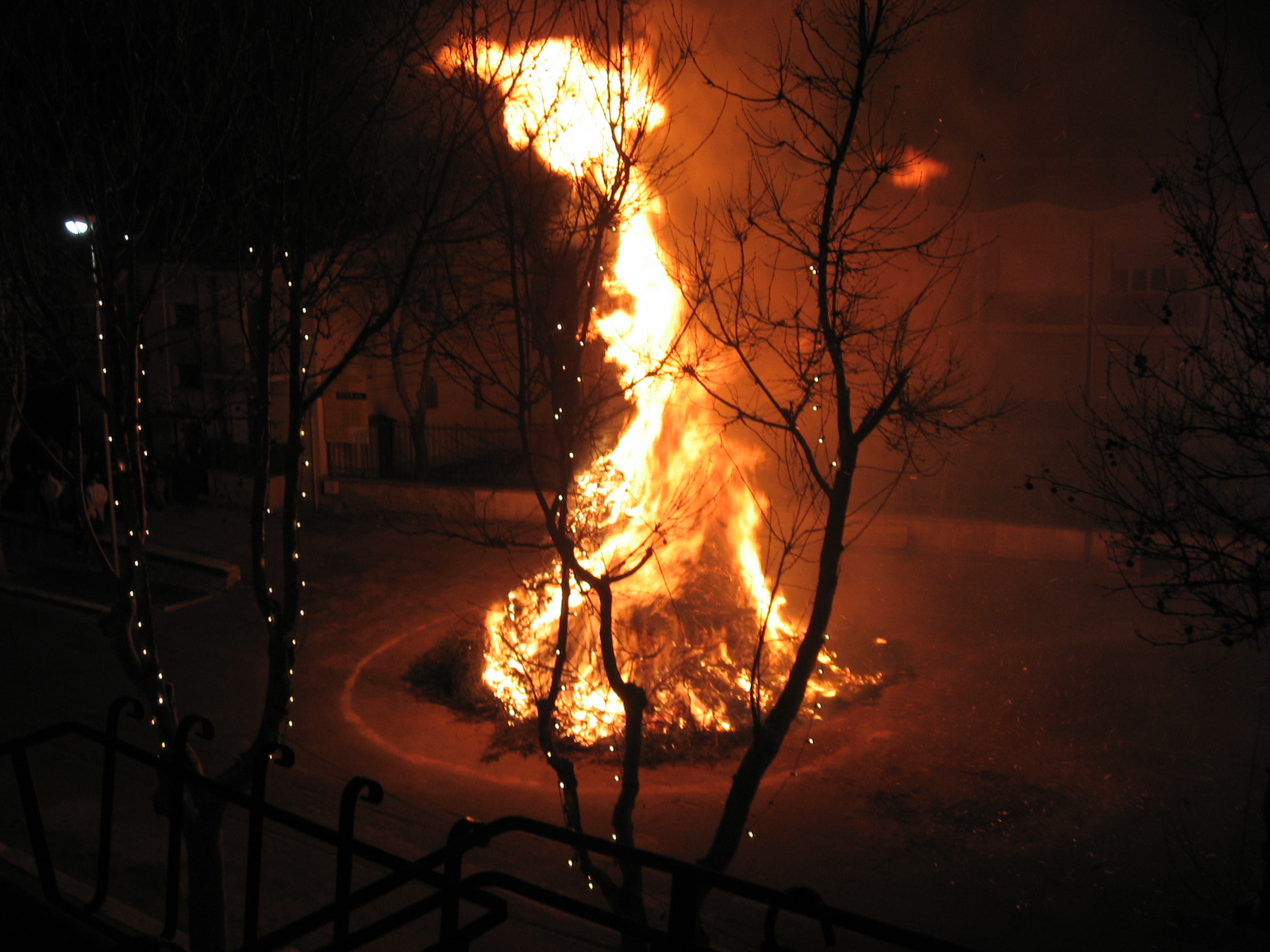
Tipico falò di San Sebastiano ad Accadia.

Il turismo religioso riguarda in primo luogo il santuario di san Pio da Pietrelcina a San Giovanni Rotondo e il Sacro Speco micaelico di Monte Sant'Angelo, quindi la concattedrale di Troia con il suo tipico rosone a undici raggi, il santuario dell'Incoronata nella valle del Cervaro presso Foggia, quello di San Francesco Antonio Fasani a Lucera, il convento di Santa Maria della Consolazione nella Valle in Vincolis presso Deliceto nonché i conventi di san Matteo e di Stignano nel comune di San Marco in Lamis. Notevole anche il santuario della Madonna del Carmine situato nel massiccio del Crispignano a oltre 1000 m s.l.m., presso Accadia. Tra le testimonianze archeologiche spiccano invece le cantine Cerrato di Bovino e i marmi di Ascoli Satriano, questi ultimi contenenti i tipici grifoni.

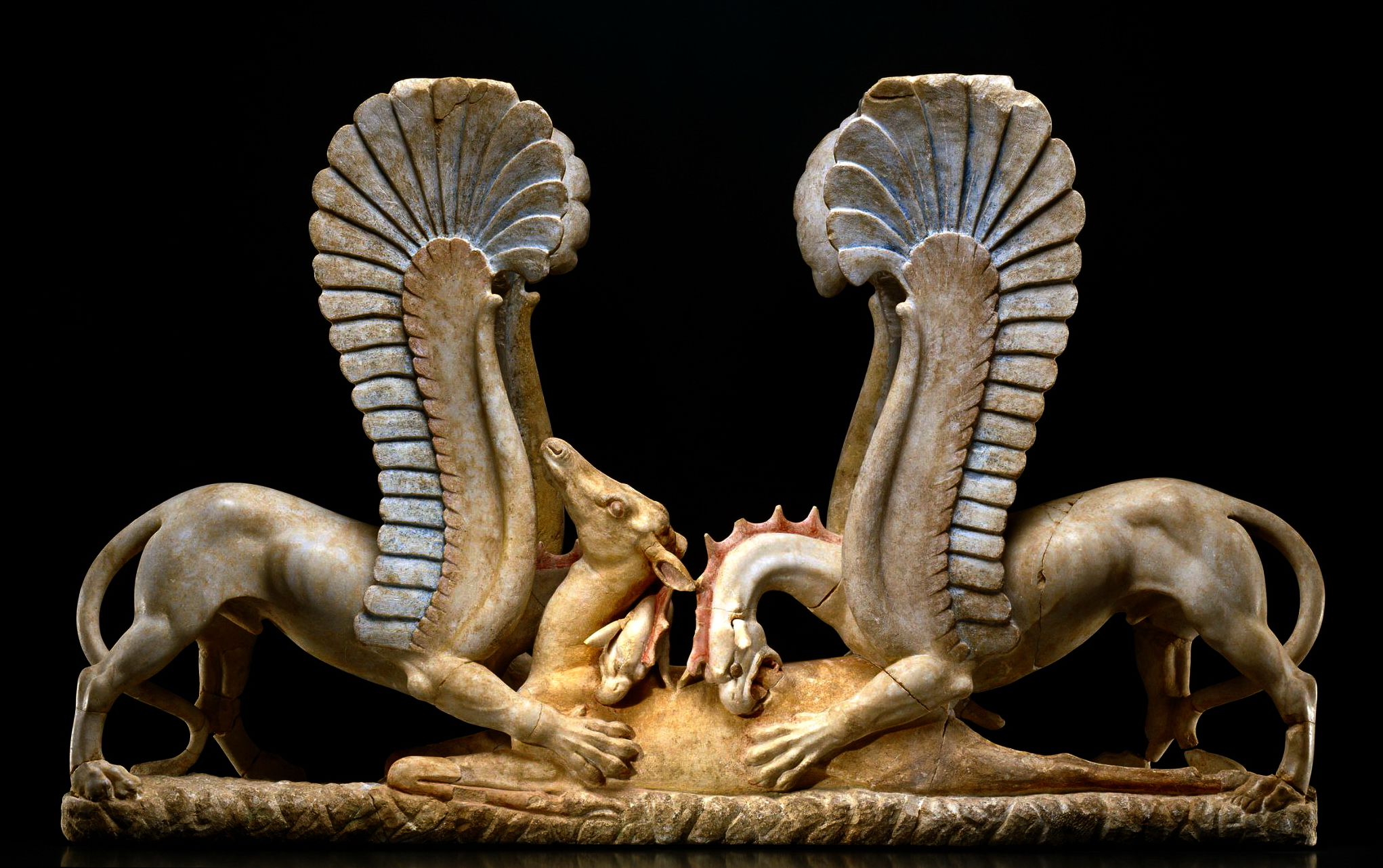
Grifoni di Ascoli Satriano

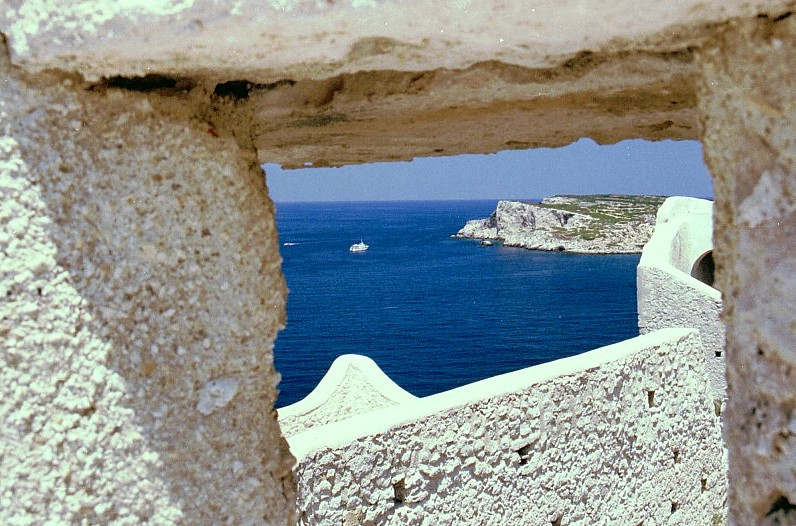
Il tipico paesaggio delle isole Tremiti.

Inoltre attirano in Capitanata diverse tradizioni folcloristiche, tra cui la processione delle fracchie a San Marco in Lamis, gemellate dal 2008 con i tipici falò di San Sebastiano di Accadia, il carnevale Dauno di Manfredonia, la corsa dei buoi di Chieuti e la festa del Soccorso di San Severo. In ambito musicale, ad Orsara di Puglia si tiene la manifestazione culturale Orsara Jazz Festival, una serie di appuntamenti musicali con esibizioni dal vivo di esponenti del jazz mondiale, mentre dal 1996 a Carpino si svolge nella prima decade di agosto il Carpino Folk Festival, il festival della musica popolare e delle sue contaminazioni. Inoltre durante l'estate si disputa a Poggio Imperiale il palio di dama vivente, che si svolge sulla damiera fissa più grande d'Europa, mentre a metà agosto si tiene a Lucera il corteo storico di Santa Maria Patrona. Infine in autunno ad Orsara sopravvivono i fuoc acost e cocc' priatorj: secondo la tradizione la sera di Ognissanti le anime del Purgatorio tornano sulla Terra, perciò gli orsaresi ornano le strade del paese con le zucche, che simboleggiano le anime ("cocce priatorje"), e accendono falò di rami secchi di ginestre ("fuoc acost", dal greco akostòi, sparsi), per consolarle.

## Comuni

Comuni della provincia di Foggia.

Appartengono alla provincia di Foggia i seguenti 61 comuni:
| Stemma e nome            | Popolazione (ab - dati Istat) | Superficie (km²) | Densità (ab/km²) |
| ------------------------ | ----------------------------- | ---------------- | ---------------- |
| Accadia                  | 2 275                         | 30,48            | 81,4             |
| Alberona                 | 862                           | 49,26            | 20,4             |
| Anzano di Puglia         | 1 146                         | 11,12            | 157,1            |
| Apricena                 | 12 700                        | 171,52           | 79,7             |
| Ascoli Satriano          | 5 999                         | 336,68           | 19,2             |
| Biccari                  | 2 645                         | 106,30           | 27,1             |
| Bovino                   | 3 055                         | 84,14            | 42,32            |
| Cagnano Varano           | 6 793                         | 158,83           | 48               |
| Candela                  | 2 537                         | 96,04            | 28,7             |
| Carapelle                | 6 679                         | 24,86            | 263,8            |
| Carlantino               | 835                           | 34,25            | 31,5             |
| Carpino                  | 3 898                         | 82,49            | 56,22            |
| Casalnuovo Monterotaro   | 1 395                         | 48,10            | 35               |
| Casalvecchio di Puglia   | 1 719                         | 31,72            | 62,3             |
| Castelluccio dei Sauri   | 2 034                         | 51,31            | 42               |
| Castelluccio Valmaggiore | 1 238                         | 26,66            | 54,3             |
| Castelnuovo della Daunia | 1 320                         | 60,95            | 25,9             |
| Celenza Valfortore       | 1 443                         | 66,49            | 26,14            |
| Celle di San Vito        | 151                           | 18,21            | 9,45             |
| Cerignola                | 55 036                        | 593,71           | 99,65            |
| Chieuti                  | 1 566                         | 60,91            | 29,22            |
| Deliceto                 | 3 594                         | 75,65            | 51,9             |
| Faeto                    | 614                           | 26,19            | 24,39            |
| Foggia                   | 148 301                       | 507,80           | 300,84           |
| Ischitella               | 4 319                         | 87,37            | 50,38            |
| Isole Tremiti            | 442                           | 3,13             | 154,63           |
| Lesina                   | 6 239                         | 159,74           | 39,9             |
| Lucera                   | 31 858                        | 338,64           | 101,73           |
| Manfredonia              | 55 029                        | 356,93           | 160,94           |
| Mattinata                | 6 072                         | 72,81            | 88,33            |
| Monte Sant'Angelo        | 11 657                        | 242,80           | 54,34            |
| Monteleone di Puglia     | 972                           | 36,04            | 29,63            |
| Motta Montecorvino       | 666                           | 19,70            | 40,2             |
| Ordona                   | 2 922                         | 39,96            | 68,2             |
| Orsara di Puglia         | 2 544                         | 82,23            | 36,1             |
| Orta Nova                | 16 933                        | 103,83           | 172,1            |
| Panni                    | 695                           | 32,59            | 26,5             |
| Peschici                 | 4 308                         | 48,92            | 90,27            |
| Pietramontecorvino       | 2 567                         | 71,17            | 38,7             |
| Poggio Imperiale         | 2 584                         | 54,57            | 53,80            |
| Rignano Garganico        | 1 881                         | 88,94            | 24,9             |
| Rocchetta Sant'Antonio   | 1 734                         | 71,90            | 27,48            |
| Rodi Garganico           | 3 466                         | 13,23            | 279,8            |
| Roseto Valfortore        | 1 000                         | 49,71            | 24,1             |
| San Giovanni Rotondo     | 26 641                        | 259,62           | 105,4            |
| San Marco in Lamis       | 12 845                        | 232,82           | 63               |
| San Marco la Catola      | 902                           | 28,41            | 38,72            |
| San Nicandro Garganico   | 14 444                        | 172,63           | 93               |
| San Paolo di Civitate    | 5 648                         | 90,7             | 66,4             |
| San Severo               | 48 856                        | 333,17           | 166              |
| Sant'Agata di Puglia     | 1 849                         | 115,80           | 18,43            |
| Serracapriola            | 3 794                         | 143,06           | 28,67            |
| Stornara                 | 5 742                         | 33,65            | 149,92           |
| Stornarella              | 5 191                         | 33,87            | 152              |
| Torremaggiore            | 16 643                        | 195,57           | 89,26            |
| Troia                    | 6 609                         | 167,21           | 44,28            |
| Vico del Gargano         | 7 401                         | 110,53           | 72,3             |
| Vieste                   | 13 634                        | 167,52           | 83,21            |
| Volturara Appula         | 386                           | 51,88            | 9,43             |
| Volturino                | 1 599                         | 58,01            | 30,9             |
| Zapponeta                | 3 304                         | 40,04            | 76,5             |

## Comunità montane
Il territorio di Capitanata era amministrato fino al 2009 anche da enti sovracomunali come le comunità montane, soppresse in tale data da un decreto del presidente della regione. Tuttavia il Tribunale Amministrativo Regionale per la Puglia, con sentenza del 26 marzo 2009, ha successivamente annullato il decreto del Presidente della Giunta regionale della Puglia nella parte in cui disponeva la soppressione della Comunità Montana dei Monti Dauni Meridionali.
| Denominazione                                                        | Zona geografica    | Sede amministrativa    |
| -------------------------------------------------------------------- | ------------------ | ---------------------- |
| Comunità Montana del Gargano (soppressa nel 2009)                    | Gargano            | Monte Sant'Angelo      |
| Comunità Montana dei Monti Dauni Meridionali (soppressa nel 2010)    | Monti della Daunia | Bovino                 |
| Comunità Montana dei Monti Dauni Settentrionali (soppressa nel 2009) | Monti della Daunia | Casalnuovo Monterotaro |

## Infrastrutture e trasporti

### Linee ferroviarie
La provincia è percorsa dalle seguenti linee ferroviarie:
- La linea Ancona-Bari;
- La linea Napoli-Foggia;
- La linea Foggia-Potenza;
- La linea Foggia-Manfredonia (stagionale);
- La linea San Severo-Peschici;
- La linea Foggia-Lucera.

### Strade
Autostrade
Le autostrade che attraversano la provincia di Foggia sono:
- L'A14 detta Adriatica;
- L'A16 detta dei due mari.

Strade statali
- Strada statale 16 Adriatica;
- Strada statale 17 dell'Appennino Abruzzese e Appulo Sannitico
- Strada statale 89 Garganica
- Strada statale 90 delle Puglie
- Strada statale 272 di San Giovanni Rotondo
- Strada statale 655 Bradanica
- Strada statale 673 Tangenziale di Foggia
- Strada statale 688 di Mattinata
- Strada statale 693 dei Laghi di Lesina e Varano

Strade provinciali

### Aeroporti

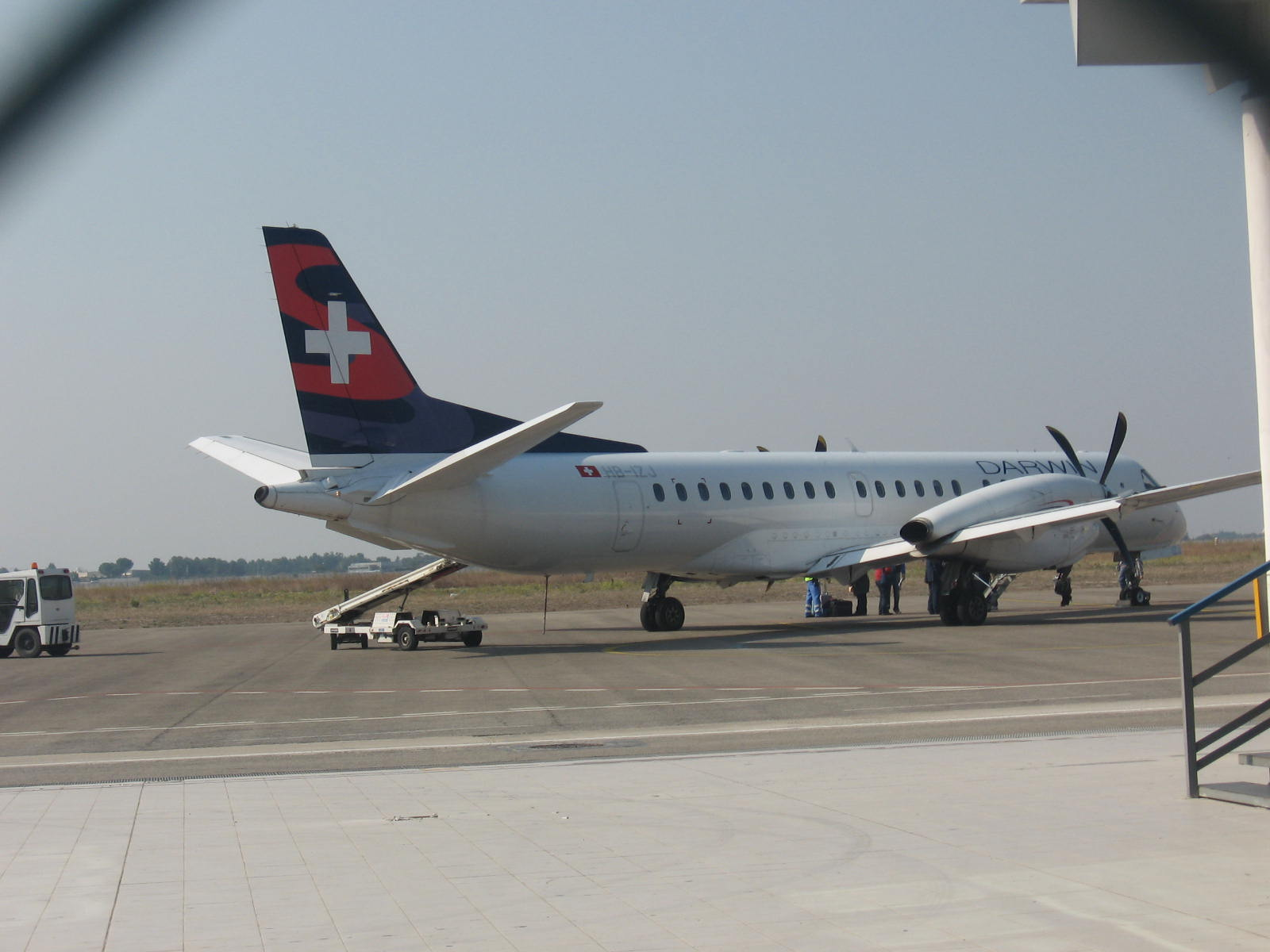
Aereo in partenza dal Gino Lisa.

L'unico aeroporto civile della provincia è l'aeroporto di Foggia Gino Lisa che si trova a Foggia. Nel 2010 sono transitati dall'aeroporto 71.881 passeggeri con un incremento del 5,3% rispetto al dato 2009. I collegamenti aerei nazionali in funzione fino al 7 novembre 2011 erano con l'aeroporto di Torino, Milano Malpensa e Palermo con la compagnia Darwin Airline in codeshare con Alitalia. Inoltre, sono attualmente presenti voli elicotteristici operati dalla compagnia Alidaunia verso le Isole Tremiti, Vieste e altre elisuperfici presenti sul Gargano e nei monti della Daunia.
Vi è poi l’aeroporto militare di Amendola sede del 32º Stormo dell’Aeronautica Militare, situato esattamente lungo la SS89 a circa 20 km dal capoluogo Foggia e a circa 23 km da Manfredonia. Essa è una delle più importanti basi aeree d’Italia nonché del Mediterraneo. Un recente ammodernamento dell’infrastruttura lo ha reso idoneo per ospitare i nuovi velivoli F35 dell’AMI. Sono inoltre presenti anche velivoli senza pilota a controllo remoto.